# Manal (chanteuse)
Pour les articles homonymes, voir Manal.
Manal Benchlikha, dite simplement Manal (en arabe : منال بنشليخة), née le 18 septembre 1993 à Marrakech, est une chanteuse de RnB et de pop et musicien marocaine originaire de Kelaat Sraghna.

## Biographie
Née en 1993, originaire de Kelaat Sraghna, Manal a grandi à Marrakech où elle a fait des études de gestion et de finance. Ayant toujours voulu devenir une artiste musicale, elle a commencé à poster des reprises sur YouTube. C'est ainsi qu'elle a pu être découverte par Hamza Ait Khali, associé du producteur marocain DJ Van.
Après un court passage par le label Magic Castle Entertainment de DJ Van et la sortie de son premier single Denia, qui lui a valu le prix de la « Meilleure artiste féminine d'Afrique du Nord » aux Africa Music Awards en 2015, elle a changé de management en s'associant avec Tarik Azzougarh, plus connu sous le nom de Cilvaringz, coproducteur et concepteur de l'œuvre musicale la plus chère jamais vendue au monde, Once Upon a Time in Shaolin du Wu-Tang Clan.
Après son premier single, Manal sort Koulchi Ban, dernière chanson produite par DJ Van. La sortie de Koulchi Ban est saluée par la critique et suscite l'intérêt de Sony Music Middle East. En octobre 2017, Manal devient une des premières artistes marocaines de la scène urbaine à signer avec une major du monde arabe.
En février 2018, Manal sort Taj, son troisième single. Grâce à son clip vidéo, engagé (dénonçant le harcèlement des femmes) et maniant l'humour, et à son registre musical inhabituel pour Manal (le rap), Taj suscite le buzz et cumule plusieurs millions de vues en peu de temps. « Je suis une fille qui fait de la musique, c’est tout. J’ai essayé le rap, mais je peux chanter de tout », explique-t-elle. Peu après, Manal sort Nah en featuring avec le groupe marocain de rap Shayfeen, et enchaîne avec ce qui devient un de ses plus gros succès, Slay, en collaboration avec ElGrandeToto.
En novembre 2019, Manal signe un contrat de distribution avec RCA Records, un label de Sony Music France. À ce jour, l'artiste est sous contrat de licence exclusive avec le même label et sous contrat d'édition avec Universal Music Publishing.
En mai 2021, elle sort son premier album intitulé 360, dont est extrait le single à succès Niya. Le titre Call me, avec un clip publié dans la foulée de cet album, évoque avec humour le Maroc agricole et l'art de vivre à la campagne,.
Privée de scène pendant la pandémie du Covid-19, elle lance, avec notamment le concours de son mari, Moncef Guessous, une marque dans le streetwear.
En novembre 2021, Manal remporte le prix de la « Meilleure artiste féminine d'Afrique du Nord » aux All Africa Music Awards 2021 pour la deuxième fois de sa carrière.

## Discographie

### Singles
| Single               | Année | Album   |
| -------------------- | ----- | ------- |
| « Denia »            | 2015  | Singles |
| « Koulchi Ban »      | 2017  | Singles |
| « Taj »              | 2018  | Singles |
| « Nah »              | 2018  | Singles |
| « Slay »             | 2018  | Singles |
| « Pas Le Choix »     | 2019  | Singles |
| « NTA »              | 2019  | Singles |
| « 360 »              | 2020  | 360     |
| « Sans toi »         | 2020  | 360     |
| « Niya »             | 2020  | 360     |
| « 3iytou Lbouliss »  | 2021  | 360     |
| « Call Me »          | 2021  | 360     |
| « 3ari »             | 2022  | Singles |
| « Makhelaw Magalou » | 2022  | Singles |

### Autres apparitions
| Single                                                                                        | Année | Album                   |
| --------------------------------------------------------------------------------------------- | ----- | ----------------------- |
| « Mantsayadch » (DJ Van feat. Ahmed Soultan, Dizzy Dros, Manal, Muslim & Shayfeen)            | 2014  | Singles                 |
| « Tarikhona Fakhrona » (Bande originale de la série Tarikhona Fakhrona sur Medi1TV)           | 2015  | Singles                 |
| « Ana Mani Fiyach » (feat. Masta Flow) (Performance originale aux Moroccan Music Awards 2015) | 2015  | Singles                 |
| « Sans toi » (La Relève Deezer)                                                               | 2020  | Singles                 |
| « Lonely Days » (Draganov feat. Manal)                                                        | 2020  | Galess Fdar             |
| « Safe Salina (Moroccan Remix) » (Tawsen feat. Manal & ElGrandeToto)                          | 2020  | Singles                 |
| « Pas Le Choix - Manal Mix » (Remix de Now United)                                            | 2020  | Singles                 |
| « Lyali » (Générique de la série Dayzou Lakwam sur 2M)                                        | 2021  | Singles                 |
| « MAAK » (Tagne feat. Manal)                                                                  | 2022  | Singles                 |
| « Zina » (Slimane feat. Manal)                                                                | 2022  | Chroniques d'un cupidon |